# اليوم العالمي للتوعية بإمكانية الوصول
يوم التوعية العالمي بإمكانية الوصول (GAAD) هو يوم توعية يركز على الوصول الرقمي والاندماج لأكثر من مليار شخص على قيد الحياة اليوم والذين يعيشون مع الإعاقات أو الضعف. يحتفل به سنويًا في الخميس الثالث من شهر مايو.
في عام 2018 بالإضافة إلى عدد من الأحداث الافتراضية التي احتفلت بيوم جي إيه إيه دي كانت هناك أحداث مفتوحة للجمهور في تسعة عشر دولة على الأقل في ستة قارات.
وفقًا لموقع يوم التوعية العالمي بإمكانية الوصول "يهدف جي إيه إيه دي إلى حثّ الجميع على التحدث والتفكير والتعلم حول الوصول الرقمي (الويب والبرمجيات والهواتف المحمولة إلخ) أو دمج الأشخاص ذوي الإعاقات المختلفة." حيث تُبرز فعاليات يوم التوعية العالمي بإمكانية الوصول المحلية أحيانًا كيفية استخدام الأشخاص ذوي الإعاقة للويب والمنتجات الرقمية باستخدام التقنيات المساعدة أو مساعدة الأشخاص الذين يبتكرون منتجات تكنولوجية مع مراعاة احتياجات بعض الإعاقات.
أُطلق اليوم العالمي للتوعية بإمكانية الوصول في مايو 2012. استُلهم هذا اليوم من منشور مدونة نُشر في نوفمبر 2011 لمطور الويب جو ديفون المقيم في لوس أنجلوس. حيث عمل ديفون مع جينيسون أسونسيون المتخصصة في إمكانية الوصول من تورنتو لتأسيس جي إيه إيه دي.

## الأحداث
تتضمن أمثلة الأحداث المحلية ليوم التوعية بإمكانية الوصول العالمي ما يلي:
- منذ عام 2012 مجموعة إمكانية الوصول والتصميم الشامل في لوس أنجلوس نسخة محفوظة 2019-11-21 على موقع واي باك مشين. بقيادة جوزيف أوكونور نظم حدث GAAD.[7]
- شجعت خدمات تكنولوجيا المعلومات في ولاية مينيسوتا الموظفين على أداء وظائفهم لمدة 15 دقيقة دون استخدام الماوس.[8][9]
- في عام 2015 استضافت شركة استشارات أوبن كونسبت مؤتمرًا لمدة يوم واحد في أوتاوا للاحتفال بـ GAAD.[10]
- في عام 2016 استضافت جامعة كارلتون مؤتمرًا لمدة يوم واحد ونظمته إيه11واي واي أو دبليو نسخة محفوظة 2019-12-16 على موقع واي باك مشين. ملتقى إمكانية الوصول في أوتاوا.[11]
- في عام 2017 أصدرت شركة آبل سلسلة من مقاطع الفيديو ونظمت حفلة موسيقية كجزء من سلسلة من الأحداث التي استمرت لمدة أسبوع بمناسبة يوم التوعية بإمكانية الوصول العالمي.[12][13]
- في عام 2017 قدمت جامعة كاليفورنيا بسان فرانسيسكو عيادة لاختبار إمكانية الوصول إلى مواقع الويب.[14]
- في عام 2017 أقيمت فعالية GAAD في أوتاوا بمشاركة متحدثين من جامعة كارلتون والحكومة الكندية ومنطقة أوتاوا.[15]
- في عام 2018 خطط لسلسلة من الأحداث في حيدر أباد[16] بوبنغالور في الهند.[17]
- في عام 2018 استضافت شركة استشارات أوبن كونسبت حدثًا مسائيًا في أوتاوا وأجرينا محادثة مباشرة مع المشاركين في إمكانية الوصول إلى توين سيتيز الذين كانوا يحتفلون أيضًا بـ GAAD.[18]
- في عام 2020 نظمت الخدمة الرقمية الحكومية في المملكة المتحدة يومًا من الأحداث عبر الإنترنت فقط لزيادة الوعي بإمكانية الوصول الرقمي.[19]

## روابط خارجية
- موقع يوم التوعية العالمي بإمكانية الوصول نسخة محفوظة 2018-05-09 على موقع واي باك مشين.
- مؤسسة GAAD نسخة محفوظة 2023-06-07 على موقع واي باك مشين.